# Kutcharo-See

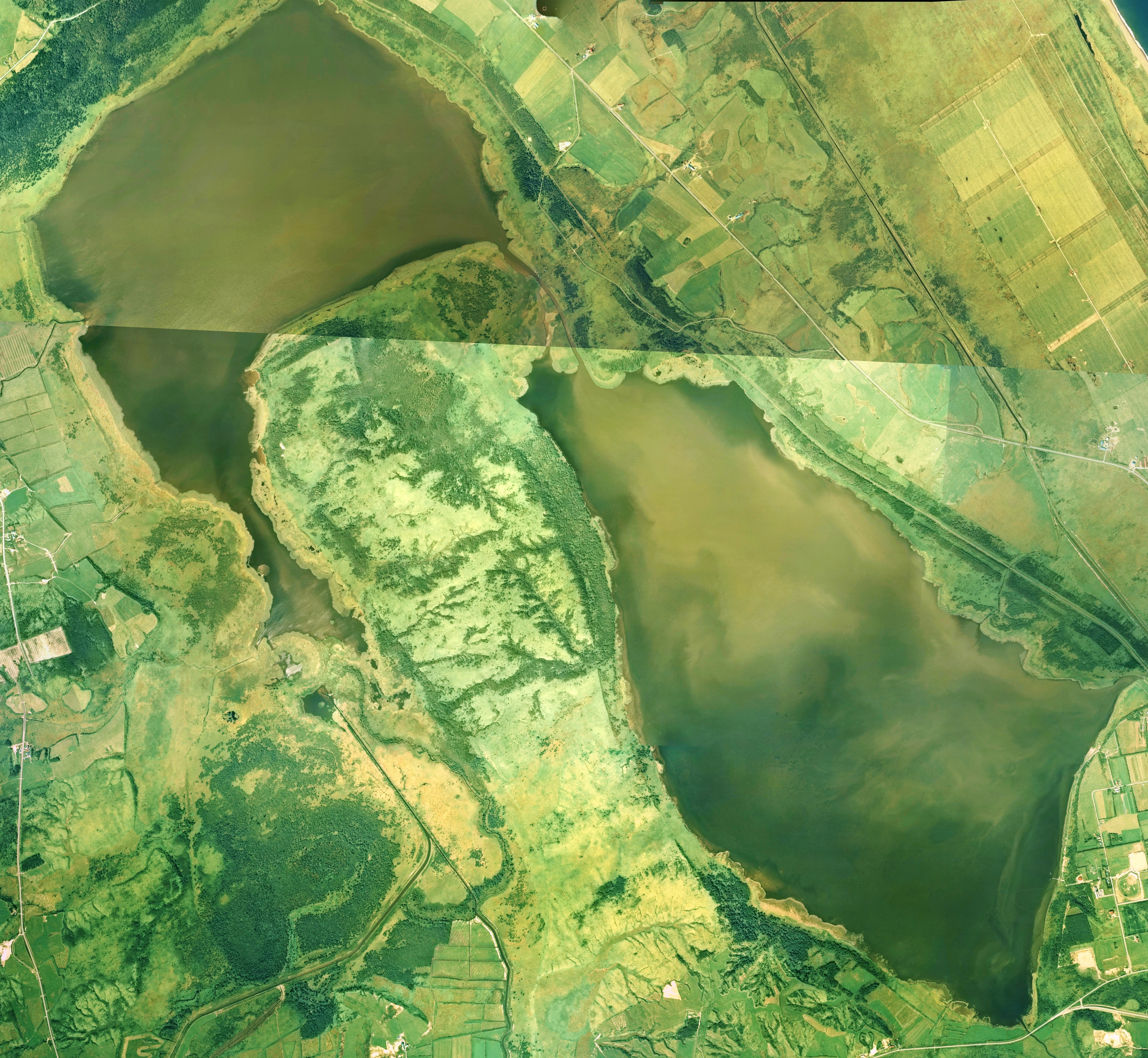
Zusammengesetztes Luftbild des Kutcharo-Sees

Der Kutcharo-See (japanisch クッチャロ湖 Kutcharo-ko) liegt im Norden der japanischen Insel und Präfektur Hokkaidō, nahe dem Ochotskischen Meer. Eine Fläche von 1607 ha wurde am 6. Juli 1989 als Ramsar-Gebiet ausgewiesen.

## Geographie
Der See ist einer der nördlichsten Japans. Er besteht aus zwei miteinander verbundenen Wasserflächen, die Ōnuma (大沼) und Konuma (小沼) genannt werden. 6 Zuflüsse fließen in den Ōnuma und 2 in den Konuma, und der einzige Abfluss ist der Kutcharo-Fluss, der ins nahgelegene Meer fließt. Trotz des relativ milden Klimas, friert der See im Dezember bis Anfang März über.

## Flora und Fauna
Um den See wachsen in den Feuchtgebieten Japanische Erlen, Ulmen (Ulmus japonica), Mandschurische Eschen, Spiersträucher (Spiraea salicifolia), Seggen (Carex rhynchophysa) und Scheinkalla (Lysichiton camtschatcense). Diese sind von Borealem Nadelwald aus Sachalin-Fichten umgeben.
Zahlreiche Wasservögel leben am Kutcharo-See, darunter Pfeifenten, Reiherenten, Bergenten, Pfeifschwäne und Seeadler.

## Tourismus
Windsurfen und Kanufahren gehören zu den beliebtesten Aktivitäten der Besucher des Hokkaidō-Präfekturnaturparks und Bewohner des nahegelegenen Ortes Hamatonbetsu.